# Grimoard de Lafaye
Pour les articles homonymes, voir Lafaye.
Grimoard de Lafaye, mort le 10 septembre 1240 à Saint-Bertrand-de-Comminges, est évêque de Comminges de 1212 à 1240 et abbé de La Sauve-Majeure de 1223 à 1236.

## Biographie

### Famille
Grimoard est originaire de Lafaye, lieu-dit de l'actuelle commune de Léguillac-de-l'Auche, en Périgord. Il appartient à une famille de petits chevaliers et seigneurs ruraux,. 
Le grand-père de Grimoard, Hélie, chevalier, est cité aux environs de Périgueux de 1143 à 1180. Il a six enfants : Itier, Pierre, Géraud, Guilhem, Bernard et un autre Pierre. C'est cet Itier qui est le père de Grimoard et ses frères. Les mariages des Lafaye montrent qu'ils font partie de la petite noblesse locale.
En 1219, Grimoard, nommé dans l'acte comme évêque de Comminges, et ses quatre frères, Guilhem, croisé pour la Terre sainte, Géraud, évêque de Bayonne, Arnaud, chanoine de Saint-Front de Périgueux, et Jean, moine de la Sauve-Majeure, donnent leur maison de Lafaye à la congrégation de La Couronne et à l'ordre de Prémontré pour y installer un prieuré-hôpital,. Il détiennent en fait la moitié de la maison de Lafaye, l'autre moitié appartenant à un autre chevalier, Dragon Massola, qui abandonne aussi ses droits. 
C'est ce document qui a permis à l'historien Charles Higounet d'identifier la famille de l'évêque de Comminges Grimoard, qui était inconnue. Géraud de Lafaye, évêque de Bayonne entre Bernard de Lacarre (1204) et Raimond-Guilhem de Donzac (1224), ne figure pas dans la Gallia Christiana.

### Évêque
Grimoard de Lafaye est moine bénédictin à l'abbaye de La Sauve-Majeure quand il est choisi comme évêque de Comminges en 1212,.
Dès le début de son épiscopat il est un soutien de Simon IV de Montfort contre les comtes de Toulouse. En 1213, il siège au concile de Lavaur et part ensuite à Rome défendre le point de vue de Simon de Montfort auprès du pape Innocent III. Le matin de la bataille de Muret, le 12 septembre 1213, il accorde l'absolution générale aux troupes de Simon de Montfort et leur promet le paradis.
Il siège ensuite au quatrième concile de Latran en 1215. Il réussit à faire canoniser son prédécesseur Bertrand de l'Isle, évêque de Comminges de 1083 environ à 1123. En 1218, le pape Honorius III charge l'archevêque d'Auch, l'évêque de Couserans et l'abbé de Bonnefont d'ouvrir une enquête sur l'éventuelle canonisation de Bertrand, à la demande de Grimoard. Cette canonisation, dont on ignore les modalités, est rapide puisque dès 1222 la ville épiscopale est appelée Saint-Bertrand-de-Comminges au lieu de Lugdunum Convenarum.
En 1223, Grimoard est nommé abbé de La Sauve-Majeure par le pape Honorius III, tout en restant évêque de Comminges. Il fait achever l'église abbatiale, mais, comme il est en proie à des difficultés avec les moines, le pape le démet de son abbatiat en 1236.
Il meurt à Saint-Bertrand-de-Comminges le 10 septembre 1240. Il est enterré dans la cathédrale.